# Batalla de Fontenay-le-Comte
Les batalles de Fontenay-le-Comte van tenir lloc entre el 16 de maig de 1793 i el 25 de maig de 1793 durant la Revolta de La Vendée, entre forces de la República Francesa sota Alexis Chalbos i forces reialistes del marquès de Lescure i Charles de Bonchamps. La batalla es va tenir lloc a prop de la ciutat de Fontenay-le-Comte a Vendée, França, i va acabar amb una victòria reialista. La primera batalla va tenir com a resultat la reeixida resistència de la ciutat a l'exèrcit insurgent; la segona batalla va resultar en la victòria Vendeana.

## Antecedents
El 1791, dos representants de la missió van informar la Convenció Nacional de la condició inquietant de la regió de la Vendée, i aquesta notícia va ser seguida per l'exposició d'una trama reialista organitzada pel marquès de la Rouërie. No va ser fins que el malestar social es va combinar amb les pressions externes de la Constitució civil del clergat (1790) i la introducció d'un gravamen de 300.000 a tota França, decretat per la Convenció nacional el febrer de 1793, que la regió va esclatar.
La Constitució Civil del Clergat exigia a tots els clergues que juraven lleialtat i, per extensió, a la Assemblea Constituent Nacional cada vegada més anticlerical. Tots menys els 160 bisbes francesos, però menys set, havien rebutjat el jurament, com van fer aproximadament la meitat dels capellans. La persecució del clero i dels fidels va ser el primer detonant de la rebel·lió. Els sacerdots no ferits havien estat exiliats o empresonats. Les dones que anaven a missa eren colpejades als carrers. Les ordres religioses havien estat suprimides i la propietat de l'església, confiscada. El 3 de març de 1793, pràcticament totes les esglésies van ser ordenades a tancar. Els soldats van confiscar els bucs sacramentals i es va prohibir al poble col·locar creus a les tombes.
Gairebé tots els compradors de terres de l'església eren burgeses; molt pocs camperols es van beneficiar de les vendes.
Per afegir-se a aquest insult, el 23 de febrer de 1793 la Convenció va requerir l'augment de 300.000 soldats addicionals de les províncies, un acte que va enutjar la població, que van prendre les armes en lloc de "l'exèrcit catòlic"; el terme "Royal" es va afegir més tard. Aquest exèrcit va lluitar sobretot per la reobertura de les esglésies parroquials amb els antics sacerdots.
Al març de 1793, a mesura que els requisits de la reclamació es filtraven al camp, molts vendeans es van negar a satisfer el decret de la llei en massa emesa el 23 de febrer de 1793. En unes setmanes, les forces rebels havien format un exèrcit substancial, si no estava ben equipat, l'Exèrcit Reial i Catòlic, recolzat per dues mil cavalleries irregulars i unes quantes peces d'artilleria capturades. La majoria dels insurgents van operar a una escala molt menor, utilitzant tàctiques de guerrilla, recolzats en el coneixement local inigualable i la bona voluntat de la gent.

### La batalla de la Châtaigneraie
El 13 de maig, La Châtaigneraie va ser presa per l'exèrcit de Vendée. Les tropes republicanes del general Alexis Chalbos són colpejades i recorren a Fontenay-le-Comte. Tanmateix, després de diverses baralles i dues setmanes sota les armes, cada cop són més els camperols de l'exèrcit insurgent que tornen a casa seva. El 14 de maig, durant el consell de guerra, certs dirigents, com Jacques Cathelineau, constataren que l'exèrcit s'estava desintegrant i opinaven que es giraven per recuperar el bocage. Altres, en canvi, entre els quals Maurice D'Elbée i Jean-Nicolas Stofflet, volien continuar l'ofensiva fins a Fontenay-le-Comte. L'arribada de reforços de l'Exèrcit del Centre comandat per Charles de Royrand va decidir finalment els líders de Vendée a continuar l'expedició. Tanmateix, Charles de Bonchamps va marxar amb la seva divisió per tal de protegir els Mauges.
Per la seva banda, els republicans també van celebrar un consell de guerra a Fontenay-le-Comte la nit de maig de 14. D'entrada, es decideix l'evacuació de la ciutat i la retirada a Niort. Les caixes i papers del directori es carreguen als cotxes i els arxius s'envien a Niort. Tanmateix, aquesta decisió va alarmar els republicans de Luçon, que parlaven d'una traïció més horrible, i els de Sables d'Olonne que temien trobar-se aïllats i van demanar a d'Ayat que es retirés a ells més cap a Niort. Finalment, l'arribada en reforç el 15 de maig de la columna del general Claude Sandoz procedent de Saint-Maixent decideix que els republicans posseeixin la ciutat.

## La batalla

### Forces en presència
La guarnició republicana de Fontenay-le-Comte comptava entre 6.000 i 7.000 homes reforçada el 15 de maig per 3.0001,4 a 4.000 homes, entre ells 100 cavallers, comandats per l'ajudant general Claude Sandoz. El 14 de maig, l'artilleria republicana estava formada només per dos canons de quatre lliures i dos de dos lliures, però Sandoz va portar amb ell algunes peces més. Les forces de Fontenay estan a les ordres del general Beaufranchet d'Ayat, però aquest denari abandona la ciutat amb el representant en missió Pierre-Jean-Baptiste Augis el matí del 16 de maig per anar a Luçon. Quan va tornar a Fontenay unes hores més tard, la batalla estava totalment lliurada. Aleshores, el comandament va ser reforçat pel general de brigada Alexis Chalbos.
Al costat de Vendée, segons la marquesa Victòria de Donnissan de La Rochejaquelein i el líder de Vendée Louis Brard, els insurgents no són més de 7.000 a La Châtaigneraie. Tanmateix, segons Berthre de Bourniseaux, amb el reforç de l'Exèrcit del Centre, les xifres van pujar a 10.000. L'historiador Émile Gabory va retenir entre 7.000 i 8.000 homes, Yves Gras i Jean Tabeur 10.000.

### La batalla
El 15 de maig, després d'haver estat revisat pels dirigents, l'exèrcit de Vendée va sortir de La Châtaigneraie a la tarda i es va aturar a Vouvant de nit. L'endemà se celebra una missa a càrrec de l'abat Barbotin. El 16 de maig, al migdia, l'exèrcit de Vendée va travessar el bosc de Baguenard i va emergir a la plana de Fontenay. L'abat Barbotin va donar l'absolució i l'exèrcit es va posar en ordre de batalla. Lescure i La Rochejaquelein manen el lateral esquerre, Royrand, Sapinaud i Baudry d'Asson lideren el centre, d'Elbée, Cathelineau i Stofflet el costat dret.
Els republicans s'alineen a les seves trinxeres, excavades a Pissotte, Morienne, Gaillardon i Mérité i que estan revestides de parapets. També es van establir reductes a Gaillardon i La Ragoiserie. El centre estava comandat per l'ajudant general Sandoz i el flanc dret, enfront de les forces de Lescure i La Rochejaquelein, pel capità Dufour, del 84è Regiment d'Infanteria. La cavalleria, comandada pel cap d'estat major Nouvion, es posa en reserva, dins la ciutat.
El terreny és a favor dels republicans. La lluita comença en una plana sense refugi, mentre que els Vendéans estan acostumats a practicar escaramusses al boscatge. Els republicans van deixar avançar els revoltats al mig de la plana, completament descoberts, després van obrir foc quan van arribar als masos de Granges, Gourfailles i Chemin de la Pissotte.
Al centre, les forces de Royrand van trontollar sota la metralla i van ser posades en fuga per una càrrega de baioneta dels caçadors de la Gironda. Per les bandes, però, els vendeans van seguir avançant. Llavors Chalbos s'enfrontà a la seva cavalleria: dos esquadrons del 13è regiment de caçadors a cavall dirigits per Nouvion atacaren les forces d'Elbée i Cathelineau al seu flanc dret. Al capdavant dels gendarmes muntats, el mateix Chalbos va llançar una càrrega darrere d'ells. Nouvion cau sota seu cavall mort. D'Elbée va ser ferit al braç o a la cuixa, i va caure breument en poder dels republicans, abans de ser rescatat i endut del camp de batalla. Privats del seu líder, els Vendeans van perdre el coratge i van fugir, perseguits per la cavalleria. Lescure i La Rochejaquelein es van fer amos dels atrinxeraments del flanc dret dels republicans, però aviat van notar la fugida de la resta de l'exèrcit i es van veure obligats a donar l'ordre de retirar-se per no trobar-se envoltats. Les forces de Vendée es van retirar aleshores al bosc de Baguenard. La seva retirada és coberta per la cavalleria manada per Dommaigné. L'exèrcit de Vendée va retrocedir sobre Parthenay.
Els republicans persegueixen els Vendéans fins al bosc de Baguenard i tornen a Fontenay a les 7 del vespre. Alguns soldats mutilen cadàvers d'insurgents i tornen amb collarets d'orella.

### Pèrdues
Les pèrdues republicanes són deu morts, entre ells sis del 4t batalló de voluntaris de l'Hérault. Segons Benjamin Fillon: "el nombre mínim de patriotes morts és molt exacte ja que s'extreu dels registres mortuoris".
Segons el general Chalbos, els Vendéans van deixar entre 600 i 700 homes morts. Tanmateix, el republicà fontenès André Mercier du Rocher, que afirma haver comptat els morts, escriu que els cadàvers de Vendée recollits després de la batalla són un centenar. Per la seva banda, Cyprien Delon, segon tinent coronel del 4t Batalló de Voluntaris de l'Hérault, va fer arribar a la Vendée les pèrdues de 1.013 morts i "molts presoners", que semblaven molt pesades.
Els generals de Vendée afirmen haver perdut 400 homes morts o ferits durant la batalla. Per a l'oficial Louis Brard, els Vendéans van perdre 1.000 homes. En les seves memòries, el líder de Vendée Boutillier de Saint-André proposa un balanç de 2.000 homes morts, ferits o presoners. Pel que fa als autors reialistes de principis del segle xix, les pèrdues són de 400 homes segons Théodore Muret i de 600 segons Jacques Crétineau-Joly. Émile Gabory, Yves Gras i Jean Tabeur també esmenten 600 morts.
El general Chalbos informa de 80 combatents vendéens capturats, però altres fonts republicanes parlen de 200 presoners6. Segons la marquesa Victoire de Donnissan de La Rochejaquelein, els Vendéens van deixar 240 presoners.
Més de 30 armes són capturades pels republicans. Entre les captures hi ha la famosa Marie-Jeanne. Segons Chalbos, tota l'artilleria de Vendée fou capturada. Per a la marquesa de La Rochejaquelein, els Vendéens només van salvar dues peces i més d'una vintena més van caure en mans dels patriotes. En el seu informe al ministre del 23 de maig, el comissari Brulé va fer una valoració més precisa de 33 canons capturats, així com de 1.200 lliures de pólvora.

### Massacres
La batalla no va estar exempta de controvèrsies. Al entrar a la ciutat, els insurgents van trobar carrers plens de republicans amb ple pànic. Un d'ells va demanar la seva vida per part de Bonchamps, i va ser concedida, després del qual l'home va disparar a Bonchamps. Ferit de gravetat, Bonchamps va encarregar a Lescure que garanteixi la seguretat dels reialistes ja empresonats; mentre Lescure es trobava fora, els propis homes de Bonchamps van matar l'home que havia disparat al seu general, i després van matar també tots els seus companys, uns 60 republicans.

## Conseqüències
Aleshores, els republicans creuen haver aconseguit una victòria decisiva. El representant a la missió Goupilleau de Montaigu va declarar: L'enemic està abatut amb la seva última derrota; Amb prou feines puc creure que mai s'atreveixi a presentar-se davant nostre.
Aleshores, els republicans van recuperar terreny sense trobar resistència. El 19 de maig, Parthenay va ser presa per 2.000 homes comandats per Bretonville, un oficial de Sandoz. El dia 20, La Châtaigneraie va ser reocupada per Chalbos, al capdavant de 7.000 infants, 250 de cavalleria i nou canons.